# Korelacja elektronowa
Korelacja elektronowa (korelacja kulombowska) to wszystkie efekty uwzględnione przy wyjściu poza przybliżenie jednoelektronowe. Wynika stąd, że w rzeczywistości ruch elektronu zależy od chwilowego położenia pozostałych elektronów. Te chwilowe położenia mogą być zastąpione położeniem uśrednionym jedynie w przybliżeniu. Przybliżenie jednoelektronowe umożliwia sprowadzenie zagadnienia wieloelektronowego do antysymetryzowanego iloczynu (wyznacznika Slatera) funkcji jednoelektronowych (orbitali).
Energia korelacji jest równa różnicy ścisłej energii (wynikającej z rozwiązania równania Schrödingera dla prawdziwej funkcji wieloelektronowej) i energii obliczonej w metodzie Hartree-Focka, która to energia jest najlepszą energią w przybliżeniu jednoelektronowym (obowiązuje zasada wariacyjna, zgodnie z którą energia otrzymana z dowolnej funkcji falowej - tu: funkcji Hartree-Focka jest nie niższa, niż energia odpowiadająca prawdziwej - uwzględniającej korelację - funkcji falowej).
Korelację elektronową uwzględniają metody wielowyznacznikowe, jak na przykład metoda oddziaływania konfiguracji (ang. configuration interaction, CI). Metoda FCI (pełne CI, ang. full CI), uwzględniające wszystkie możliwe wzbudzenia, daje w wyniku najlepszą - a zatem na mocy zasady wariacyjnej: najniższą energię, możliwą do osiągnięcia w danej bazie funkcyjnej przybliżeniu nierelatywistycznym.

Efekty korelacyjne zalicza się do dwóch kategorii:
- korelacja statyczna, która wynika z niedostatecznego opisu stanów bliskich degeneracji w metodzie Hartree-Focka,
- korelacja dynamiczna, w której mieszczą się pozostałe efekty korelacji ruchu elektronów.